# Enganche vuelta de braza

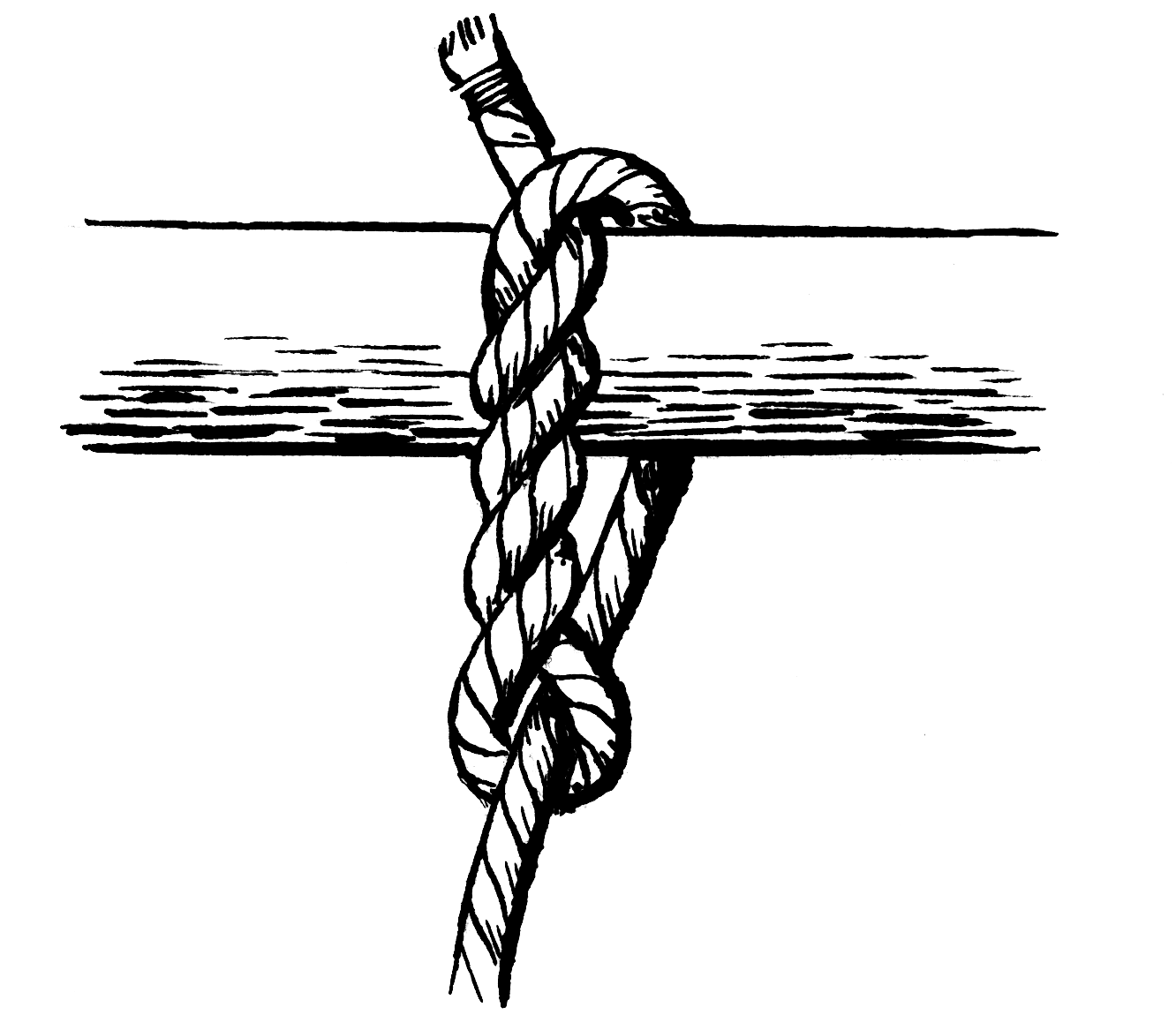
Enganche vuelta de braza.

El enganche vuelta de braza es un nudo que se utiliza para sujetar un solo trozo de cuerda a un objeto cilíndrico. Seguro mientras se mantiene la tensión, se desata fácilmente incluso después de una carga pesada.
El enganche vuelta de braza es un nudo muy antiguo. Se sabe que fue mencionado por primera vez en una fuente náutica c. 1625 e ilustrado en 1762.

## Uso
Como sugiere el nombre, los madereros y arbolistas suelen utilizar este nudo para sujetar cuerdas o cadenas a troncos, ramas y troncos de árboles. Para mayor estabilidad al remolcar o bajar artículos largos, la adición de un medio enganche delante del enganche vuelta de braza crea un enganche de madera y medio enganche, o conocido como vuelta de Killick cuando se está en el mar. Un killick es "una pequeña ancla o peso para amarrar un barco, que a veces consiste en una piedra sujeta por trozos de madera". Esto también puede evitar que el enganche vuelta de braza ruede. El enganche vuelta de braza es uno de los pocos nudos que se puede atar fácilmente en una cadena, lo que lleva a su uso en aplicaciones donde las cuerdas carecen de la resistencia necesaria y se romperían bajo la misma tensión.
Este nudo también se conoce como nudo de Bowyer, ya que se utiliza para unir el extremo inferior de la cuerda del arco a la pala inferior de un arco largo inglés.

El enganche es también uno de los métodos utilizados para conectar las cuerdas del ukelele y de la guitarra clásica al puente de los instrumentos.

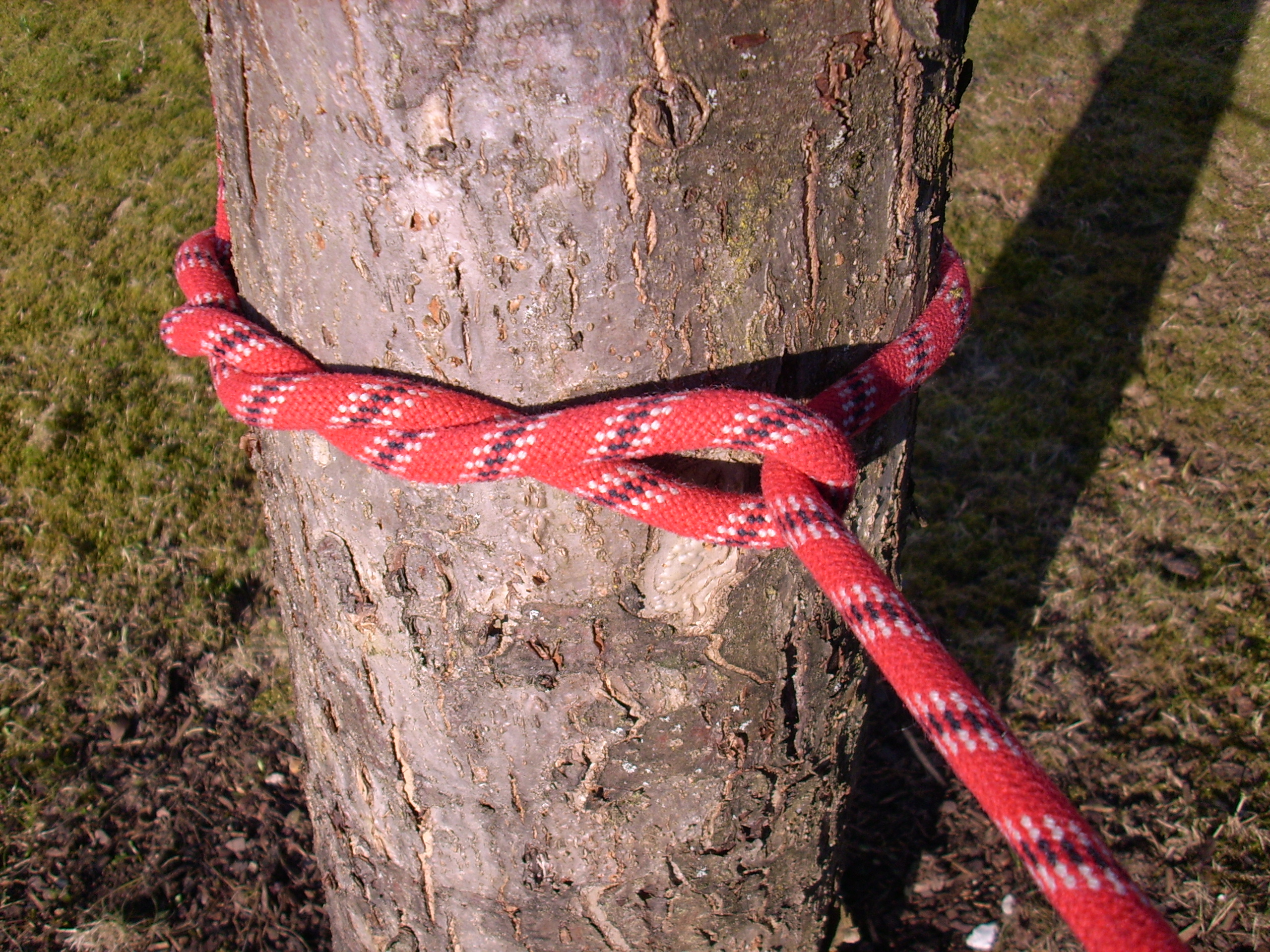
Enganche de madera sobre el tronco de un árbol.
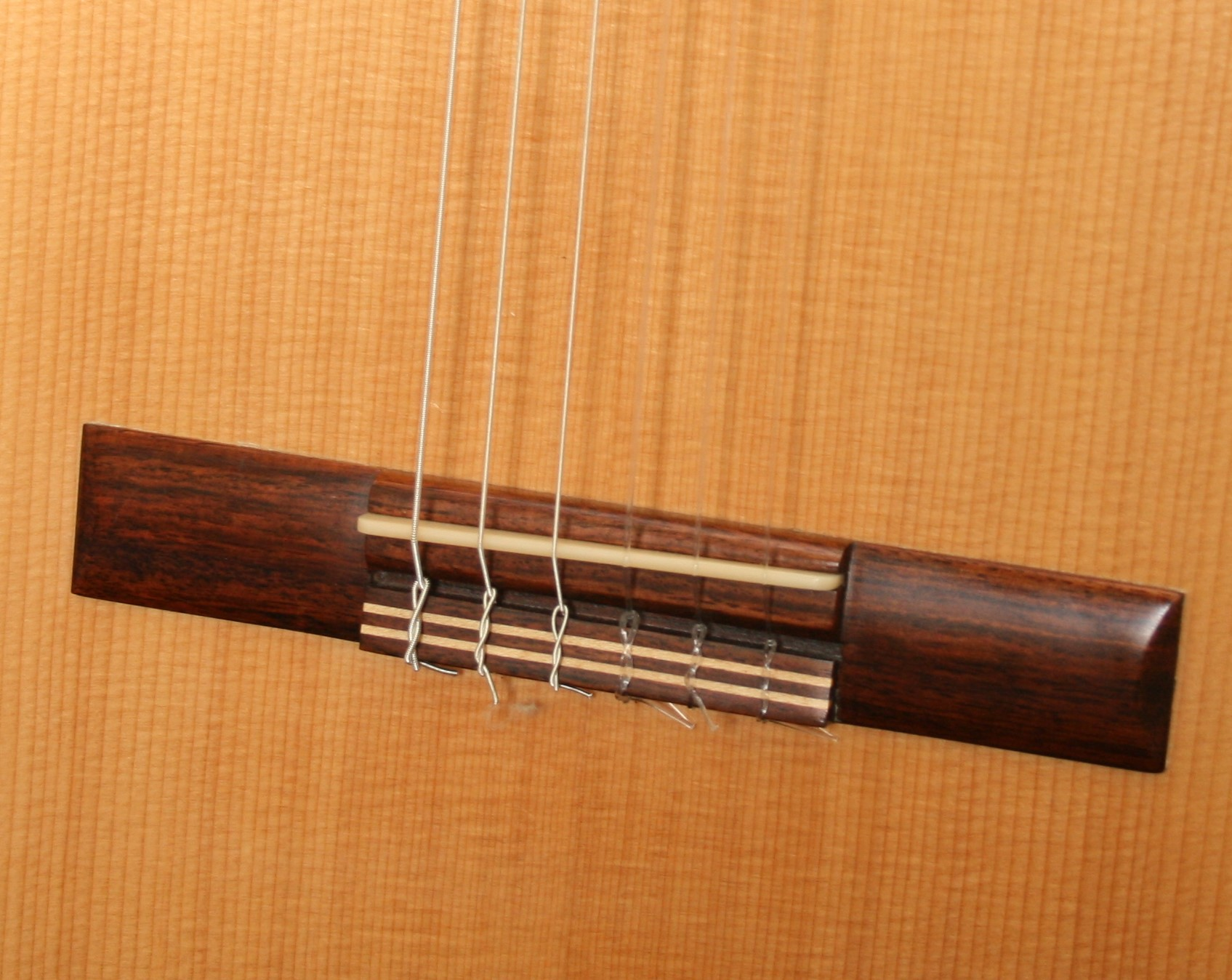
Enganches de madera en el puente de una guitarra clásica.

## Atadura
Para hacer el nudo, pasa la cuerda completamente alrededor del objeto. Pase el extremo que corre alrededor de la parte vertical y luego a través del bucle que acaba de formar. Haga tres o más vueltas (o giros) alrededor de la parte de trabajo. Tire de la parte de pie para ajustarla alrededor del objeto.

Un error común en el atado se puede evitar asegurándose de que los giros se realicen en la parte de trabajo alrededor de sí misma. Al realizar el enganche en cuerda tendida, los giros se deben realizar con el tendido de la cuerda, es decir, en el mismo sentido del giro de la cuerda.

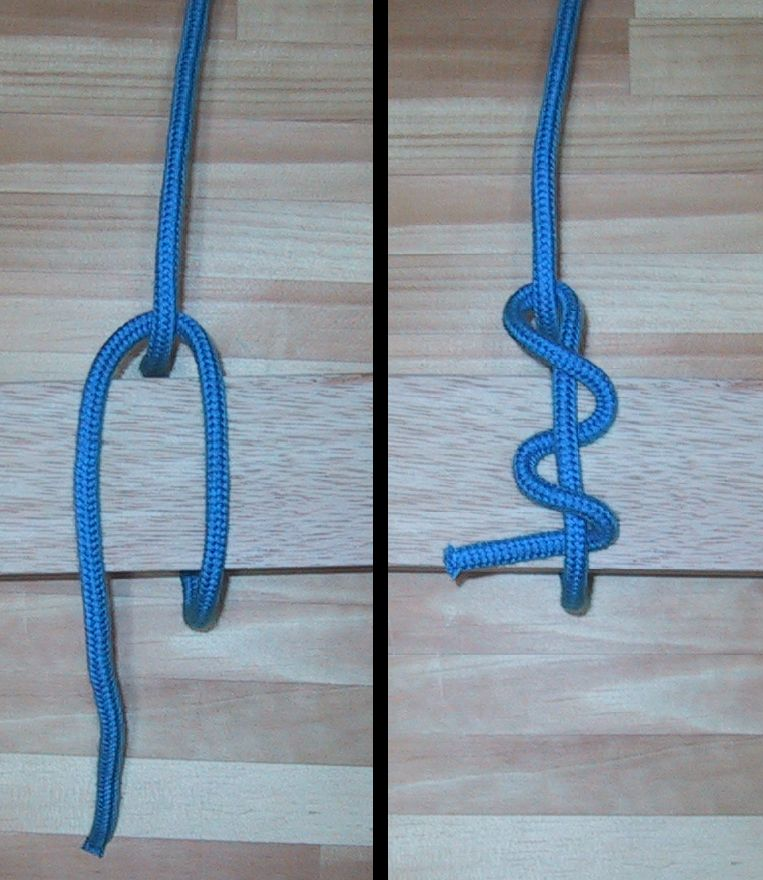
Enganche de madera paso a paso. Se muestran tres vueltas.
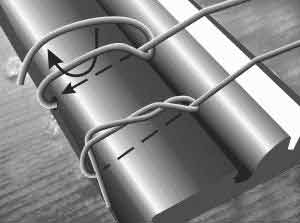
Técnica de atado de instrumentos de cuerda.

## Seguridad
Aunque The Ashley Book of Knots afirma que "tres pliegues o vueltas son suficientes", este trabajo fue escrito antes del uso generalizado del cordaje de fibra sintética. Fuentes posteriores sugieren que pueden ser necesarias cinco o más vueltas para lograr una seguridad total en las cuerdas modernas.
El nailon y el poliéster son mucho más resbaladizos y 2 veces más resistentes para tener menos superficie de fricción que la fibra natural. En realidad, en la foto se muestra mejor el enganche de madera Figura 8. # 1669 que no se pliega inmediatamente, sino que se desplaza antes de doblarse. Ashley afirma que puede usar 1 pliegue menos.

## Contexto ABoK

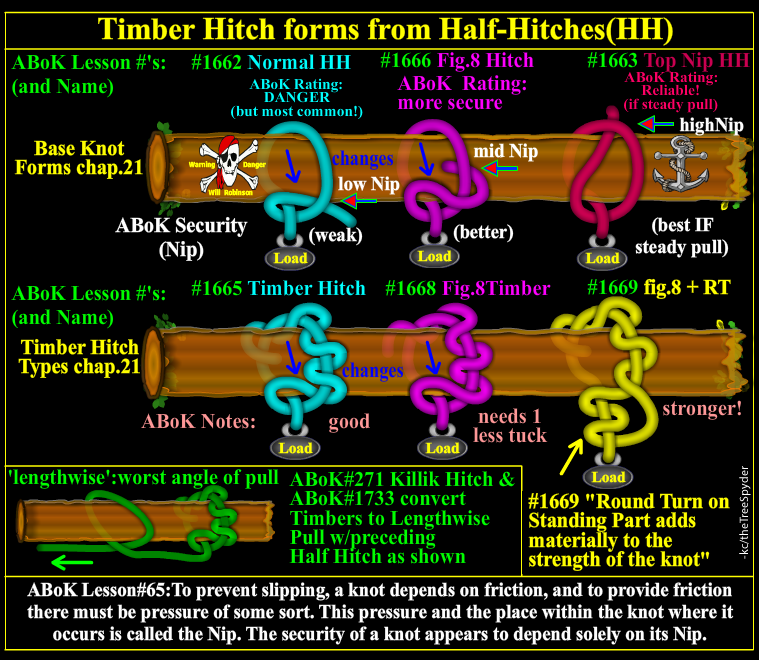
Comparación de 3 tipos de enganches medios y luego enganches de madera, incluida la conversión Killik para ángulos de tracción errantes.

Los enganches b<vuelta de braza se enumeran casi de inmediato en el "capítulo del libro The Ashley Book of Knots,  solo precedidos allí por 3 formas de base de medio enganche. El contexto comienza con el típico Half Hitch#1662 como las peores advertencias de seguridad/nip con Skull/Crossbones, pero una estructura base sobre la que construir. Luego muestra la mayor seguridad en la posición de contacto superior/opuesta a la posición de tracción de la carga lineal como un medio enganche más seguro. Luego presenta el concepto enganche vuelta de braza #1665 .
El truco que se presenta implica el uso del enganche #1669 con un giro redondo. En este caso, el giro redondo se realiza alrededor de la parte vertical. Este detalle es importante ya que el giro redondo en la parte vertical contribuye significativamente a la fuerza del nudo.